# Sergei Kositsin
Sergei Vyacheslavovich Kositsin (tiếng Nga: Сергей Вячеславович Косицин; sinh ngày 2 tháng 9 năm 1995) là một cầu thủ bóng đá người Nga. Anh thi đấu cho F.K. Rotor Volgograd.

## Sự nghiệp câu lạc bộ
Anh có màn ra mắt tại Giải bóng đá Quốc gia Nga cho FC Yenisey Krasnoyarsk vào ngày 2 tháng 5 năm 2016 trong trận đấu với FC Tyumen.